# Tadeusz Tokar
Tadeusz Edward Tokar (ur. 17 września 1905 w Krakowie, zm. 15 czerwca 1973 w Łodzi) – polski piłkarz, występujący na pozycji napastnika, koszykarz.

## Życiorys
Tokar był przez całą karierę piłkarską związany z Cracovią, w której występował w latach 1922–1934. W „Pasach” zadebiutował 16 czerwca 1929 roku w wygranym 0:3 meczu z Garbarnią Kraków, zaś pierwszą bramkę strzelił 15 czerwca 1933 roku w zwycięskim 2:4 spotkaniu z Podgórzem Kraków. Tokar zdobył z Cracovią w sezonie 1933 tytuł mistrza Polski. Dodatkowo uprawiał w klubie koszykówkę i został z zespołem tej sekcji mistrzem Polski w sezonie 1929.